# ليزلي واين
ليزلي واين (بالألمانية: Leslie Wayne)‏ هي رسامة ألمانية، ولدت في 1953 في لنداشتول في ألمانيا.